# Саботин
Саботин (словен. Sabotin, итал. Sabotino, фриул. Mont di San Valantin) — горный хребет высотой 609 метров, возвышающийся над Горицией, Нова-Горицей и Солканом на границе Словении и Италии. У подножия хребта находится Солканский мост через реку Соча.

## Название
Впервые горы были упомянуты в письменных источниках ок. 1370 года как «Салуатин». Название неясного происхождения. Основываясь на древнейших транскрипциях имени, оно может быть производным от Salbotin на основе латинского личного имени Salvus (буквально «здоровый»). Другая возможность (при условии, что старые транскрипции ошибочны) состоит в том, что изначально это имя было Саботин, основанное на итальянском имени Sàb(b)ato, первоначально данное ребёнку, родившемуся в субботу. Наконец, третья возможность заключается в том, что оно происходит от San Valentin (на горе есть церковь, посвященная святому Валентину) благодаря ряду фонологических изменений.

## История
Во время Первой мировой войны горный хребет Саботино представлял собой важную оборонительную позицию, защищавшую Горицию во время атак со стороны Соча (Изонцо). Его обороняла 58-я австро-венгерская дивизия. Пьетро Бадольо поручил 45-й итальянской дивизии генерала Джузеппе Вентури захватить Саботино в Шестой битве при Изонцо. 6 августа 1916 года после короткого и кровопролитного боя гора была захвачена итальянцами.

## Галерея

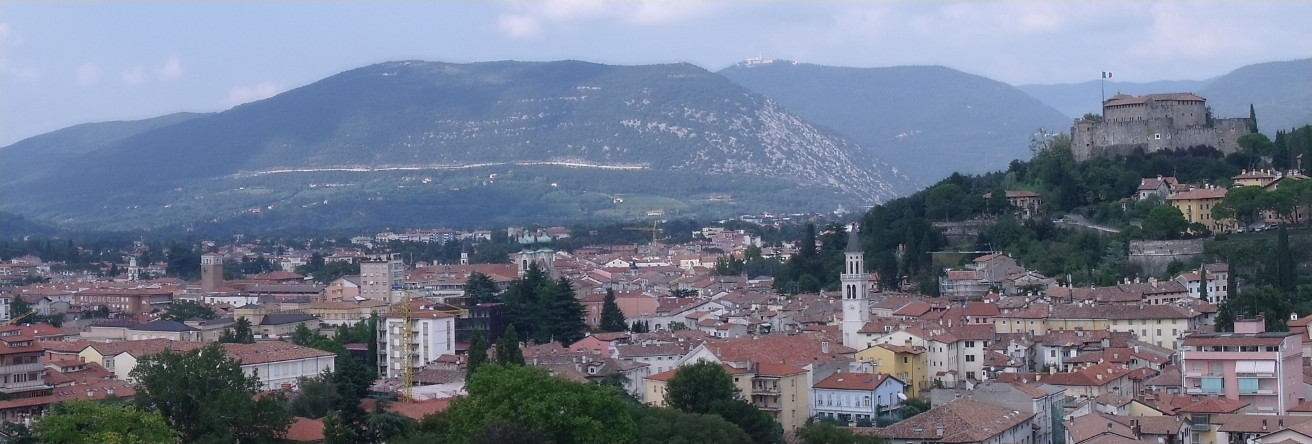
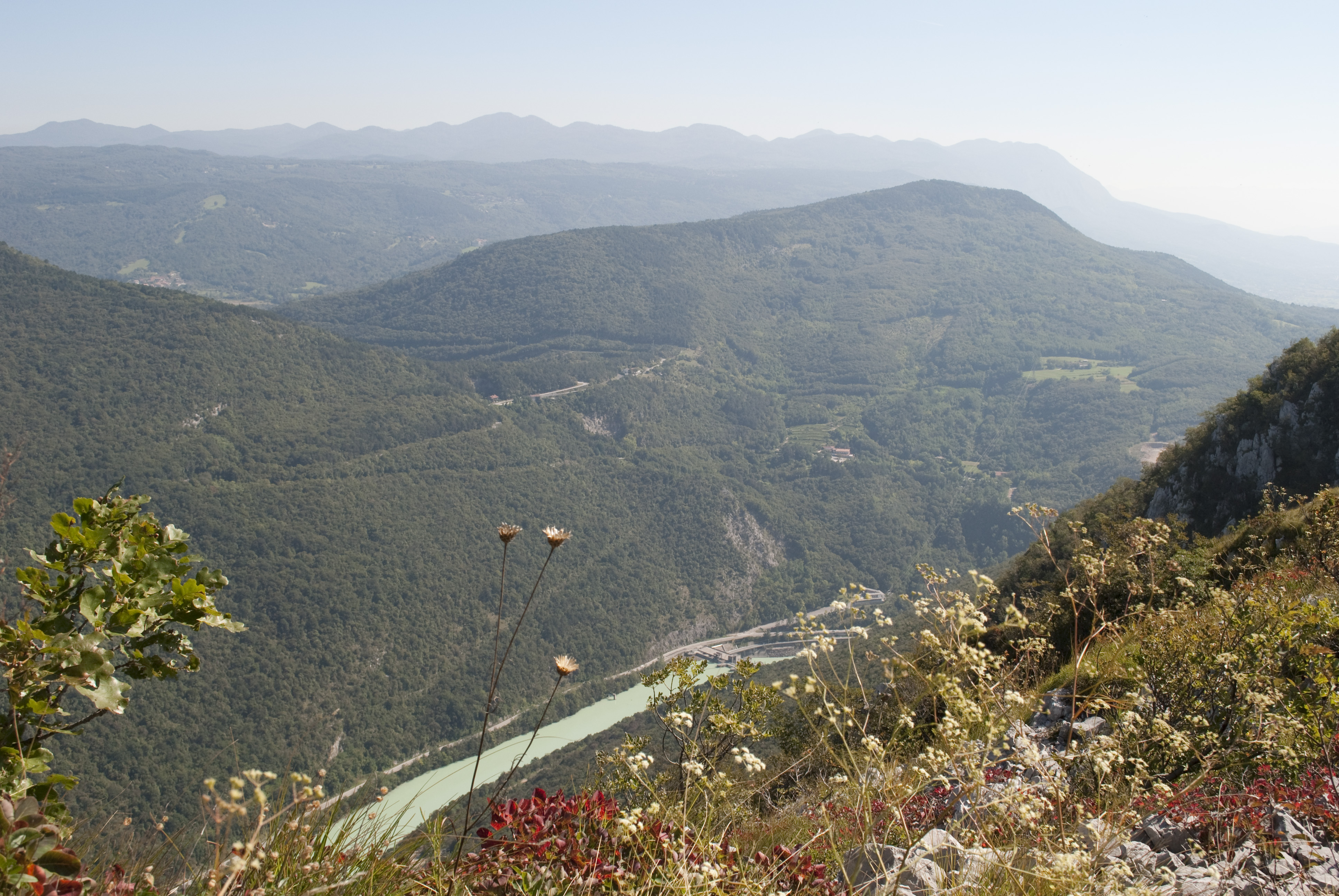
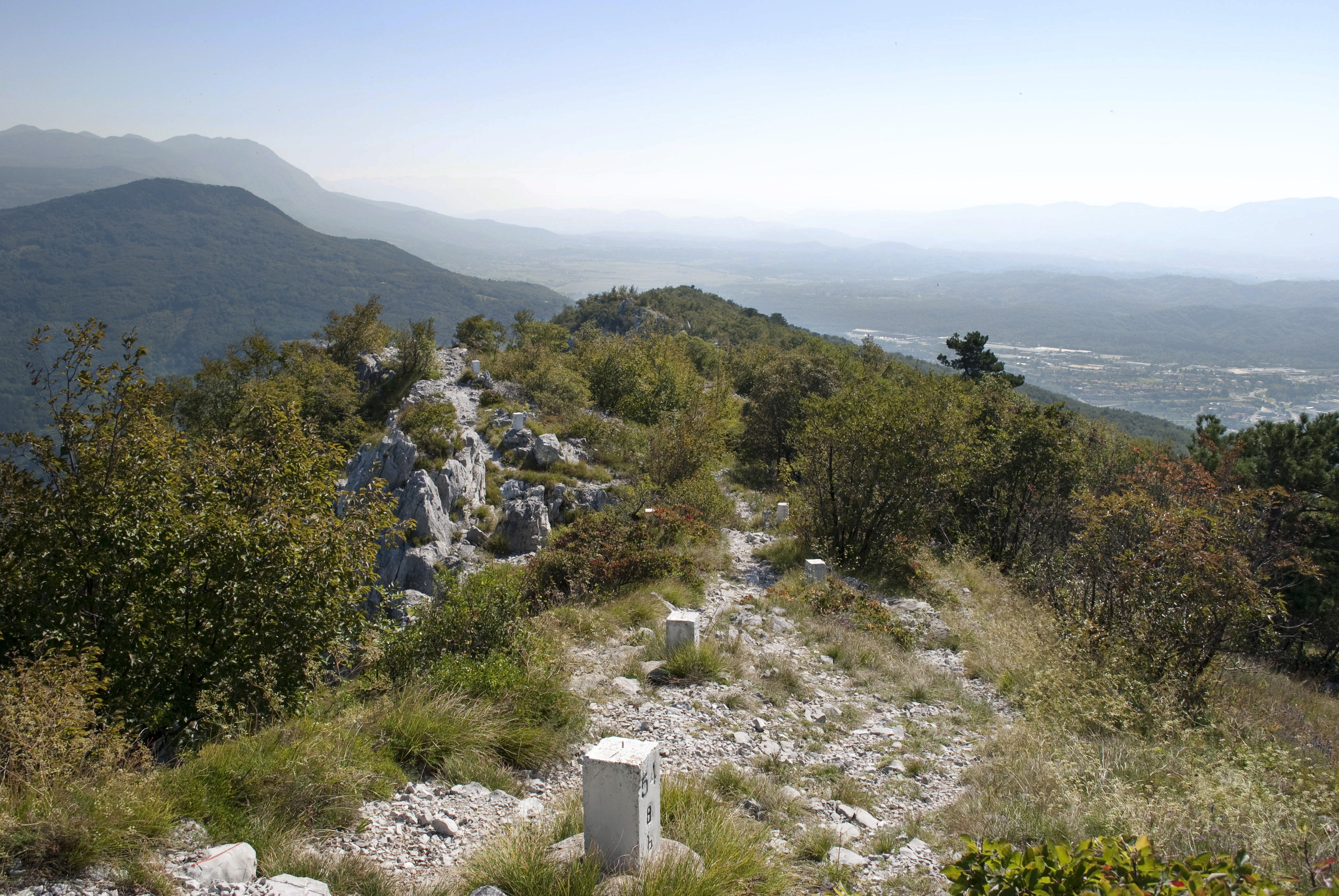